# Jhon Lucumí
Jhon Janer Lucumí Bonilla, meglio noto come Jhon Lucumí (Cali, 26 giugno 1998), è un calciatore colombiano, difensore del Bologna e della nazionale colombiana.

## Caratteristiche tecniche
È un difensore centrale di piede mancino dalle spiccate doti fisiche, abile nel gioco aereo, elegante nei movimenti e in grado di far ripartire l'azione. Può anche rivestire il ruolo di mediano o di centrocampista centrale.

## Carriera

### Club
Cresciuto nelle giovanili del Deportivo Cali, ha esordito in prima squadra il 26 settembre 2015 in occasione del match di campionato vinto 2-1 contro il Cortuluá. A causa di due operazioni al ginocchio destro non riesce ad avere continuità durante i quattro anni di permanenza, concludendo il periodo colombiano con 59 presenze complessive.
Nel luglio 2018 è stato acquistato dal Genk che versa nelle casse colombiane 200 000 €. Nella prima annata parte inizialmente dalla panchina per poi diventare titolare della squadra contribuendo alla vittoria del campionato.
Nelle annate successive diventa il punto di riferimento della difesa del club belga, nonostante la giovane età, venendo premiato in due circostanze "Miglior difensore del campionato belga".
Nel finale del calciomercato dell'estate 2021 si accorda per il trasferimento al Barcellona che avrebbe versato nelle casse del Genk la cifra di 20 milioni di euro, ciò nonostante il passaggio non viene portato a termine a causa di un ritardo di 22 minuti nel presentare la documentazione.
Nell'estate del 2022 viene acquistato a titolo definitivo dal Bologna. Esordisce in Serie A il 27 agosto, giocando da titolare la partita persa per 2-0 in casa del Milan. Il 27 novembre 2024 segna il suo primo gol con  i rossoblu nella partita casalinga di UEFA Champions League contro il Lille, in cui firma il provvisorio 1-1 nella partita poi persa per 2-1.

### Nazionale
Esordisce in nazionale maggiore il 4 giugno 2019, partendo titolare nell'amichevole casalinga contro Panama.

## Statistiche

### Presenze e reti nei club
Statistiche aggiornate al 25 maggio 2025.
| Stagione              | Squadra               | Campionato            | Campionato | Campionato | Coppe nazionali | Coppe nazionali | Coppe nazionali | Coppe continentali | Coppe continentali | Coppe continentali | Altre coppe | Altre coppe | Altre coppe | Totale | Totale |
| Stagione              | Squadra               | Comp                  | Pres       | Reti       | Comp            | Pres            | Reti            | Comp               | Pres               | Reti               | Comp        | Pres        | Reti        | Pres   | Reti   |
| --------------------- | --------------------- | --------------------- | ---------- | ---------- | --------------- | --------------- | --------------- | ------------------ | ------------------ | ------------------ | ----------- | ----------- | ----------- | ------ | ------ |
| 2015                  | Deportivo Cali        | A                     | 9          | 0          | CC              | 0               | 0               | -                  | -                  | -                  | -           | -           | -           | 9      | 0      |
| 2016                  | Deportivo Cali        | A                     | 4          | 0          | CC              | 1               | 0               | CL                 | 1                  | 0                  | SC          | 1           | 0           | 7      | 0      |
| 2017                  | Deportivo Cali        | A                     | 11         | 0          | CC              | 7               | 0               | CS                 | 1                  | 0                  | -           | -           | -           | 19     | 0      |
| 2018                  | Deportivo Cali        | A                     | 18         | 0          | CC              | -               | -               | CS                 | 2                  | 0                  | -           | -           | -           | 20     | 0      |
| Totale Deportivo Cali | Totale Deportivo Cali | Totale Deportivo Cali | 42         | 0          |                 | 8               | 0               |                    | 4                  | 0                  |             | 1           | 0           | 55     | 0      |
| 2018-2019             | Genk                  | D1                    | 10+7       | 0          | CB              | 2               | 0               | UEL                | 8                  | 0                  | -           | -           | -           | 27     | 0      |
| 2019-2020             | Genk                  | D1                    | 22         | 1          | CB              | 1               | 0               | UCL                | 6                  | 1                  | SB          | 0           | 0           | 29     | 2      |
| 2020-2021             | Genk                  | D1                    | 32+6       | 0          | CB              | 3               | 0               | -                  | -                  | -                  | -           | -           | -           | 41     | 0      |
| 2021-2022             | Genk                  | D1                    | 24+5       | 1+0        | CB              | 1               | 0               | UCL+UEL            | 2+5                | 0                  | SB          | -           | -           | 37     | 1      |
| ago. 2022             | Genk                  | D1                    | 3          | 0          | CB              | -               | -               | -                  | -                  | -                  | -           | -           | -           | 3      | 0      |
| Totale Genk           | Totale Genk           | Totale Genk           | 109        | 2          |                 | 7               | 0               |                    | 21                 | 1                  |             | -           | -           | 137    | 3      |
| ago. 2022-2023        | Bologna               | A                     | 33         | 0          | CI              | 1               | 0               | -                  | -                  | -                  | -           | -           | -           | 34     | 0      |
| 2023-2024             | Bologna               | A                     | 29         | 0          | CI              | 2               | 0               | -                  | -                  | -                  | -           | -           | -           | 31     | 0      |
| 2024-2025             | Bologna               | A                     | 32         | 0          | CI              | 5               | 0               | UCL                | 7                  | 1                  | -           | -           | -           | 44     | 1      |
| 2025-2026             | Bologna               | A                     | -          | -          | CI              | -               | -               | UEL                | -                  | -                  | SI          | -           | -           | -      | -      |
| Totale Bologna        | Totale Bologna        | Totale Bologna        | 94         | 0          |                 | 8               | 0               |                    | 7                  | 1                  |             | -           | -           | 109    | 1      |
| Totale carriera       | Totale carriera       | Totale carriera       | 245        | 2          |                 | 23              | 0               |                    | 32                 | 2                  |             | 1           | 0           | 301    | 4      |

### Cronologia e presenze in nazionale
| Cronologia completa delle presenze e delle reti in nazionale ― Colombia | Cronologia completa delle presenze e delle reti in nazionale ― Colombia | Cronologia completa delle presenze e delle reti in nazionale ― Colombia | Cronologia completa delle presenze e delle reti in nazionale ― Colombia | Cronologia completa delle presenze e delle reti in nazionale ― Colombia | Cronologia completa delle presenze e delle reti in nazionale ― Colombia | Cronologia completa delle presenze e delle reti in nazionale ― Colombia | Cronologia completa delle presenze e delle reti in nazionale ― Colombia |
| Data                                                                    | Città                                                                   | In casa                                                                 | Risultato                                                               | Ospiti                                                                  | Competizione                                                            | Reti                                                                    | Note                                                                    |
| ----------------------------------------------------------------------- | ----------------------------------------------------------------------- | ----------------------------------------------------------------------- | ----------------------------------------------------------------------- | ----------------------------------------------------------------------- | ----------------------------------------------------------------------- | ----------------------------------------------------------------------- | ----------------------------------------------------------------------- |
| 4-6-2019                                                                | Bogotà                                                                  | Colombia                                                                | 3 – 0                                                                   | Panama                                                                  | Amichevole                                                              | -                                                                       |                                                                         |
| 23-6-2019                                                               | Salvador                                                                | Colombia                                                                | 1 – 0                                                                   | Paraguay                                                                | Coppa America 2019 - 1º turno                                           | -                                                                       | 42’                                                                     |
| 10-9-2019                                                               | Tampa                                                                   | Colombia                                                                | 0 – 0                                                                   | Venezuela                                                               | Amichevole                                                              | -                                                                       | 56’                                                                     |
| 19-11-2019                                                              | Harrison                                                                | Ecuador                                                                 | 0 – 1                                                                   | Colombia                                                                | Amichevole                                                              | -                                                                       |                                                                         |
| 5-6-2022                                                                | Murcia                                                                  | Arabia Saudita                                                          | 0 – 1                                                                   | Colombia                                                                | Amichevole                                                              | -                                                                       | 58’                                                                     |
| 25-9-2022                                                               | Harrison                                                                | Colombia                                                                | 4 – 1                                                                   | Guatemala                                                               | Amichevole                                                              | -                                                                       |                                                                         |
| 28-9-2022                                                               | Santa Clara                                                             | Messico                                                                 | 2 – 3                                                                   | Colombia                                                                | Amichevole                                                              | -                                                                       | 73’                                                                     |
| 20-11-2022                                                              | Fort Lauderdale                                                         | Colombia                                                                | 2 – 0                                                                   | Paraguay                                                                | Amichevole                                                              | -                                                                       |                                                                         |
| 24-3-2023                                                               | Ulsan                                                                   | Corea del Sud                                                           | 2 – 2                                                                   | Colombia                                                                | Amichevole                                                              | -                                                                       |                                                                         |
| 28-3-2023                                                               | Ōsaka                                                                   | Giappone                                                                | 1 – 2                                                                   | Colombia                                                                | Amichevole                                                              | -                                                                       |                                                                         |
| 16-6-2023                                                               | Valencia                                                                | Colombia                                                                | 1 – 0                                                                   | Iraq                                                                    | Amichevole                                                              | -                                                                       |                                                                         |
| 20-6-2023                                                               | Gelsenkirchen                                                           | Germania                                                                | 0 – 2                                                                   | Colombia                                                                | Amichevole                                                              | -                                                                       |                                                                         |
| 7-9-2023                                                                | Barranquilla                                                            | Colombia                                                                | 1 – 0                                                                   | Venezuela                                                               | Qual. Mondiali 2026                                                     | -                                                                       |                                                                         |
| 12-9-2023                                                               | Santiago del Cile                                                       | Cile                                                                    | 0 – 0                                                                   | Colombia                                                                | Qual. Mondiali 2026                                                     | -                                                                       |                                                                         |
| 16-11-2023                                                              | Barranquilla                                                            | Colombia                                                                | 2 – 1                                                                   | Brasile                                                                 | Qual. Mondiali 2026                                                     | -                                                                       |                                                                         |
| 21-11-2023                                                              | Asunción                                                                | Paraguay                                                                | 0 – 1                                                                   | Colombia                                                                | Qual. Mondiali 2026                                                     | -                                                                       |                                                                         |
| 22-3-2024                                                               | Londra                                                                  | Spagna                                                                  | 0 – 1                                                                   | Colombia                                                                | Amichevole                                                              | -                                                                       |                                                                         |
| 26-3-2024                                                               | Madrid                                                                  | Colombia                                                                | 3 – 2                                                                   | Romania                                                                 | Amichevole                                                              | -                                                                       |                                                                         |
| 8-6-2024                                                                | Landover                                                                | Stati Uniti                                                             | 1 – 5                                                                   | Colombia                                                                | Amichevole                                                              | -                                                                       |                                                                         |
| 24-6-2024                                                               | Houston                                                                 | Colombia                                                                | 2 – 1                                                                   | Paraguay                                                                | Coppa America 2024 - 1º turno                                           | -                                                                       | 25’                                                                     |
| 6-9-2024                                                                | Lima                                                                    | Perù                                                                    | 1 – 1                                                                   | Colombia                                                                | Qual. Mondiali 2026                                                     | -                                                                       |                                                                         |
| 10-9-2024                                                               | Barranquilla                                                            | Colombia                                                                | 2 – 1                                                                   | Argentina                                                               | Qual. Mondiali 2026                                                     | -                                                                       |                                                                         |
| 10-10-2024                                                              | El Alto                                                                 | Bolivia                                                                 | 1 – 0                                                                   | Colombia                                                                | Qual. Mondiali 2026                                                     | -                                                                       |                                                                         |
| 15-10-2024                                                              | Barranquilla                                                            | Colombia                                                                | 4 – 0                                                                   | Cile                                                                    | Qual. Mondiali 2026                                                     | -                                                                       |                                                                         |
| 15-11-2024                                                              | Montevideo                                                              | Uruguay                                                                 | 3 – 2                                                                   | Colombia                                                                | Qual. Mondiali 2026                                                     | -                                                                       |                                                                         |
| 19-11-2024                                                              | Barranquilla                                                            | Colombia                                                                | 0 – 1                                                                   | Ecuador                                                                 | Qual. Mondiali 2026                                                     | -                                                                       | 90+5’                                                                   |
| 20-3-2025                                                               | Brasilia                                                                | Brasile                                                                 | 2 – 1                                                                   | Colombia                                                                | Qual. Mondiali 2026                                                     | -                                                                       |                                                                         |
| 25-3-2025                                                               | Barranquilla                                                            | Colombia                                                                | 2 – 2                                                                   | Paraguay                                                                | Qual. Mondiali 2026                                                     | -                                                                       |                                                                         |
| 10-6-2025                                                               | Buenos Aires                                                            | Argentina                                                               | 1 – 1                                                                   | Colombia                                                                | Qual. Mondiali 2026                                                     | -                                                                       |                                                                         |
| Totale                                                                  |                                                                         | Presenze                                                                | 29                                                                      |                                                                         | Reti                                                                    | 0                                                                       |                                                                         |

## Palmarès

### Club

#### Competizioni nazionali
- Campionato belga: 1

Genk: 2018-2019
- Supercoppa del Belgio: 1

Genk: 2019
- Coppa del Belgio: 1

Genk: 2020-2021
- Coppa Italia: 1

Bologna: 2024-2025